# Emilio Bujalance García
Emilio Bujalance García (Madrid, 5 de noviembre de 1953) es un matemático español, catedrático de la Universidad Nacional de Educación a Distancia, profesor emérito desde octubre de 2024 , y coleccionista de arte japonés (Ukiyo-e).

## Biografía
Emilio Bujalance nació en Madrid (1953). Tras licenciarse en Ciencias Matemáticas en la Universidad Complutense de Madrid (1975), se doctoró en la misma institución (1980) con la tesis "Sobre los subgrupos normales cristalográficos no euclídeos". dirigida por Joaquín Arregui Fernández.
A lo largo de su carrera docente ha sido, entre otros cargos: Director del Departamento de Estadística de la UNED (1984/86) y Director del Departamento de Matemáticas Fundamentales de la UNED 1986/1994. Desde 1986 es Catedrático de Universidad en el Área de Geometría y Topología en el Departamento de Matemáticas Fundamentales de la Facultad de Ciencias de la Universidad Nacional de Educación a Distancia (UNED).
Ha sido: Vocal de la Junta de Gobierno de la Real Sociedad Matemática Española durante el periodo reconstituyente. Miembro del comité organizador de los Congresos bienales de la RSME 2000 y 2002; Miembro del Comité Ejecutivo del ICM2006;Miembro del comité local del IMO 2008;Miembro del Comité Científico de la Red Española de Topología 2011- 2012;y Coordinador nacional de dos proyectos científicos europeos: Director de dos Acciones Integradas hispano-Británicas. Investigador principal de ocho proyectos de investigación. Recensor de numerosas revistas de matemáticas internacionales. Evaluador de la DGYCIT (España), CONICYT (Chile), National Science Foundation (USA) y Swiss Nacional Science Foundation (Suiza).
Entre los temas de investigación que ha abordado hay que destacar por sus importantes aportaciones matemáticas: Estudio de los grupos cristalográficos no euclídeos. Estudio de los grupos de automorfismos de superficies de Riemann y Klein, así como cubiertas de estas superficies. Simetrías en superficies de Riemann. Estudio del módulo de superficies de Riemann y Klein y propiedades del módulo asociadas a estas simetrías. Los resultados de esta labor investigadora se recogen en más de 115 publicaciones en revistas internacionales del JCR y en cinco libros de investigación; y los resultados de la labor docente se recogen en siete libros de carácter docente y un CD multimedia.
Está casado con la periodista Raquel Rodríguez, padres de cinco hijos.

## Obras

### Publicaciones científicas
- E. Bujalance, J. J. Etayo, J. M. Gamboa, Superficies de Klein Elipticas-Hiperelipticas Memoria de la Real Academia de Ciencias de Madrid, nº 19 (1985), 89 pág.[16]
- E. Bujalance, J. J. Etayo, J. M. Gamboa, G. Gromadzki, A combinatorial approach to automorphism groups of compact bordere Klein surfaces. Lect. Notes en Math. 1439, Springer-Verlag, Berlín, New-York, (1990), 214 pág.[17]
- E. Bujalance, J. Cirre, J.M. Gamboa., G Gromadzki, Symmetry types of hyperelliptic Riemann surfaces. Memoires de la Soc. Math. Francaise. No. 86 (2001), vi+122 pág.[18]
- E. Bujalance, J. Cirre, J. M. Gamboa, G. Gromadzki. Symmetries of Compact Riemann Surfaces. Lecture Notes in Mathematics, Vol. 2007 Springer-Verlag, Berlín, New-York, (2010), 166 pág.[19]
- E, Bujalance, A. F. Costa, E. Martínez (Editores) “Topics on Riemann Surfaces and Fuchsian Groups”. London Math. Society Lecture Notes Series 287. Cambridge University Press (2001),178 pág.[20]

### Publicaciones docentes
- E. Bujalance, J. J. Etayo, J. M. Gamboa. Teoría elemental de grupos. Cuadernos de la UNED 40.3, UNED (2002), 600 pág.[21]
- E. Bujalance, J. Tarrés. Problemas de Topología. Cuadernos de la UNED (1989), 242 pág.[22]
- E. Bujalance, J.A. Bujalance, A. F. Costa , E. Martínez. Elementos de Matemática Discreta. Editorial Sanz y Torres (2005), 309 pág.[23]

## Divulgación Científica
Ha desarrollado divulgación científica participado en la elaboración de un video sobre el problema de la duplicación del cubo, en once programas de divulgación matemática en TVE, e impartiendo conferencias.

## Coleccionista de arte japonés

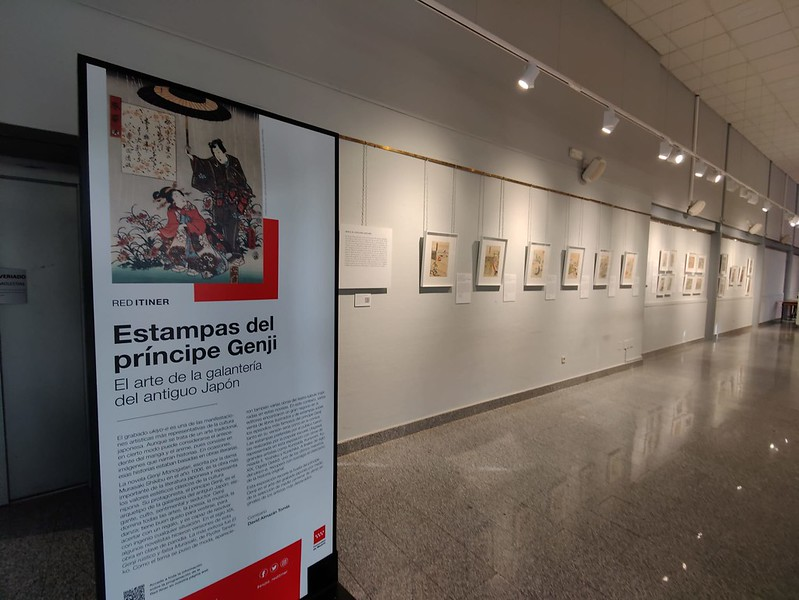
Estampas del Principe Genji.

E. Bujalance ha reunido, junto a su esposa, una importante colección de arte japonés, especializada en grabados ukiyo-e, conocida como Colección Bujalance. Parte de la colección está recogida en Google Arts&Culture.
Algunas exposiciones realizadas con grabados de la Colección Bujalance:
- “Genji-e. Grabados japoneses sobre el príncipe Genji” (2010)[29]
- “Tokaido. La mirada del artista”  (2014) [30]
- “Estampas del Príncipe Genji. El arte de la galantería del antiguo Japón”  Red Itiner de la Comunidad de Madrid (2023).[31]

Obras de la Colección Bujalance en otras exposiciones como:
- “Noh Kabuki. Escenas del Japón”. Universidad de Zaragoza (2015) [32][33]
- “El principio Asia”. Fundación Juan March, Madrid, en el 2018 [34][33]
- “Genealogía del Arte”. Fundación Juan March, Madrid, 2020 [35][33]
- “Genealogía del Arte”. Museo Picasso Málaga en 2020 [35][33]

## Premios y reconocimientos
- 2013 Medalla de oro de la Universidad de Gdansk (Polonia)  (20 de mayo de 2013).
- 2013 Congreso en la Universidad de Linkoping (Suecia): Riemann and Klein surfaces, Symmetries and Moduli Spaces. A conference in Honour of Emilio Bujalance.